# John Gardiner (baron Gardiner de Kimble)
Pour les articles homonymes, voir John Gardiner et Gardiner.
John Gardiner, baron Gardiner de Kimble (né le 17 mars 1956) est un homme politique britannique. Il est pair à vie conservateur et membre de la Chambre des lords. 

## Biographie
Diplômé de l'Uppingham School et de Royal Holloway, Université de Londres, il obtient un BA en histoire moderne, histoire économique et politique en 1977. Il est secrétaire privé de cinq présidents successifs du Parti conservateur entre 1989 et 1995, sous les premiers ministres Margaret Thatcher et John Major. Il travaille également comme directeur des affaires politiques pour la Countryside Alliance et fait partie du groupe des affaires rurales de la Commission de la qualité de vie du Parti conservateur. 
Il est élevé à la pairie en tant que baron Gardiner de Kimble, de Kimble dans le comté de Buckinghamshire le 23 juin 2010. En 2012, il est nommé Lord-in-waiting et sert en tant que whip du gouvernement et porte-parole du Cabinet Office, Business, Innovation and Skills, et Energy and Climate Change. 
En mai 2015, Gardiner est promu capitaine du garde du corps de la Reine des Yeomen de la garde et whip en chef adjoint du gouvernement à la Chambre des lords. En juillet 2016, le nouveau Premier ministre Theresa May le nomme sous-secrétaire d'État parlementaire au ministère de l'Environnement, de l'Alimentation et des Affaires rurales. 
Il est marié à la sculptrice Olivia Musgrave. Il vit à Londres et dans le Suffolk et est associé de la ferme familiale de Kimble dans le Buckinghamshire. Il est président du Vale of Aylesbury avec Garth et South Berks Hunt de 1992 à 2006 et président du Buckinghamshire County Show 2007. Depuis mai 2021, il est président des comités et vice-président de la Chambre des Lords.